# Besazio
Besazio (in dialetto ticinese Besàsc) è un ex comune ticinese che dal 2013 è diventato quartiere costitutivo della Città di Mendrisio.

## Geografia fisica
Besazio è situato sulle propaggini meridionali del Monte San Giorgio.

## Origini del nome
Secondo la tradizione popolare il nome deriva da bel sass, ossia xbella pietra" in dialetto ticinese, e si collegherebbe alla presenza delle cave di marmo di Besazio. Il sacerdote di Besazio Carlo Crespi invece ricondusse il nome alla sua posizione geografica, definendolo «bel sasso, perché località stupenda a 500 m di altezza, situata in posizione incantevole sovrastante la più amena, solatia collina del Mendrisiotto» Secondo un'altra ipotesi, il toponimo potrebbe significare "luogo dell'orso".

## Storia
La storia di Besazio, quale luogo di insediamento umano, ha le sue radici nell'antichità, come dimostrato da numerosi ritrovamenti risalenti all'epoca romana: in particolare, sono state rinvenute delle tombe romane, alcune fondamenta di abitazioni di epoca romana e un antico fonte battesimale che era già sarcofago romano (oggi trasformato in fontana e visibile nella piazza del paese).
Se la prima attestazione storica dell'esistenza del toponimo risale al 1254, la più antica menzione come comune risale al 1335 con il nome Besatio, ma nei secoli successivi, in particolare tra il XV e il XVIII, lo si ritrova anche con il nome Besaccio. Amministrativamente e spiritualmente Besazio dipendeva dalla pieve di Riva San Vitale, da cui si separò nel 1579 eleggendo la chiesa di Sant'Antonino a parrocchia. Quest'ultima mantenne la funzione parrocchiale fino al XVII secolo, quando venne sostituita da quella che ancora oggi è la chiesa parrocchiale del paese, ossia la chiesa dell'Immacolata.
Per molti secoli l'economia di Besazio di basò sull'estrazione del marmo e sullo sfruttamento delle risorse agricole; attività affiancate dall'emigrazione stagionale, anche di artisti e artigiani, che oltrepassavano i confini e mettevano al servizio di altri Paesi la loro forza lavoro e la loro abilità. Inizialmente le mete furono soprattutto città italiane, ma in seguito, soprattutto a partire dalla metà del XVII secolo, anche altri Paesi dell'Europa centrale e orientale e dell'America (XX secolo).
Tra i cittadini illustri si possono annoverare Antonio Maria Fontana (1600 circa-1668) e l'abate Antonio Fontana (1784-1865), i quali sono molto cari agli abitanti di Besazio. Il primo fu un architetto attivo soprattutto a Roma, al quale, secondo la letteratura locale, si deve il progetto, la costruzione e il finanziamento dell'oratorio della Madonna del Rosario a Besazio (oggi chiesa dell'Immacolata), e che è ricordato anche per la sua generosità nei confronti del suo paese natale. In effetti egli nel suo testamento prescrisse «che, morti il nipote Andrea Belloni e la sorella Caterina Fontana in Belloni, sia nominata sua erede universale la Confraternita del SS. Rosario di Besazio, a cui andranno tutti i beni lasciati, comprese le case romane», e questo legato fu quello che permise alla Confraternita, attiva nel campo formativo e di aiuto alle ragazze a costituire la loro dote per il matrimonio, di portare avanti le sue iniziative. L'abate Antonio Fontana invece fu un notevole insegnante e autore di vari manuali scolastici che erano molto diffusi in Lombardia e in Ticino, come la Grammatica pedagogica elementare della lingua italiana (1828) e il Trattenimento di lettura pei fanciulli di campagna (1832).

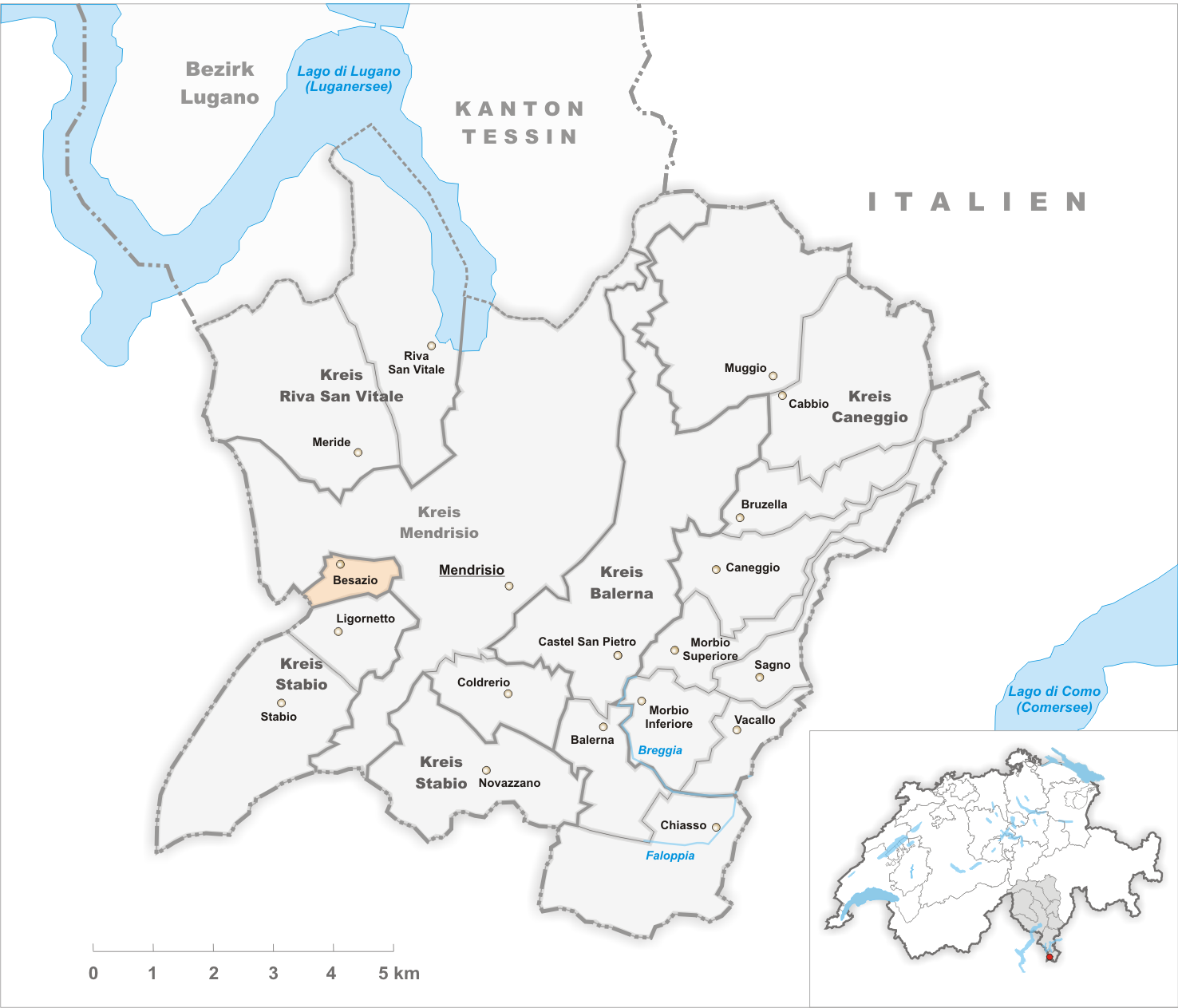
Il territorio del comune di Besazio prima degli accorpamenti comunali del 2013

Già comune autonomo che si estendeva per 0,87 km², il 14 aprile 2013 è stato accorpato a Mendrisio assieme agli altri comuni soppressi di Ligornetto e Meride. La fusione è stata approvata dalla votazione popolare del 20 novembre 2011 (303 favorevoli, 37 contrari).

### Le cave di Besazio
Le cave erano di proprietà della comunità di Besazio, ma erano gestite dai mastri di cava, che vi lavoravano con dedizione, trasmettendo il sapere di generazione in generazione. In particolare nel caso di Besazio si fa riferimento alle famiglie Realini, Fontana e Caslani, ma anche Toscani e Zoppi, le quali erano attive in una sorta di "mercato delle predere" (=cave) in cui cedevano e acquistavano il "lavorerio", ossia la gestione delle cave.
È proprio nelle cave di Besazio che Vincenzo Vela era attivo a partire dall'età di dieci anni: in effetti, l'apprendistato iniziava prestissimo, probabilmente intorno ai dieci-quindici anni, e prevedeva che i ragazzi alloggiassero presso il maestro, che offriva loro, oltre all'istruzione, vitto e alloggio dietro al pagamento di un compenso da parte della famiglia. L'apprendista era inoltre tenuto a seguire il maestro nelle sue migrazioni

### Simboli
Lo stemma, con la presenza di un blocco di marmo e di un compasso, ricorda l'attività principale degli abitanti di Besazio, ossia quella di scalpellini nelle cave del paese.

## Monumenti e luoghi d'interesse
- Chiesa parrocchiale dell'Immacolata: in posizione centrale rispetto al paese sorge l'attuale chiesa parrocchiale di S. Maria Immacolata, eretta nel 1654 e ricostruita alla fine del XVIII secolo[6] da Innocente Regazzoni[18]. Il vescovo in visita S.E. mons. Angelo Jelmini la paragonò a una "maestosa cattedrale"[3], celebrandone la sua bellezza.
Al suo interno conserva opere realizzate in marmo di Arzo e opere di celebri artisti ticinesi come Antonio Rinaldi, Giovanni Battista Bagutti e Spartaco Vela[3], mentre nella sagrestia sono state create delle vetrine che contengono dei reperti archeologici del XVI e del XVII secolo, come calici, ostensori e oggetti di arredo liturgico[3].
- Chiesa di Sant'Antonino martire, ex parrocchiale: la chiesa di Sant'Antonino martire si erge sulla collina che sovrasta il villaggio ed è documentata dal 1579, quando Besazio si separò dalla pieve di Riva S. Vitale.[19] L'edificio ha origini molto antiche e inizialmente doveva essere usato come torre di segnalazione: infatti, una leggenda narra che durante la battaglia di Legnano (1176) i segnali inviati dagli uomini di guardia sulla collina di Besazio furono di fondamentale importanza.[20]
L'edificio fu ampliato nel corso dei secoli XVII e XVIII e nel 1966-1967 fu restaurato.[19]
- Necropoli tardoromana[21], rinvenuta a nord della chiesa[quale?].

## Società

### Evoluzione demografica
L'evoluzione demografica è riportata nella seguente tabella:
Abitanti censiti

## Amministrazione
Ogni famiglia originaria del luogo fa parte del cosiddetto comune patriziale e ha la responsabilità della manutenzione di ogni bene ricadente all'interno dei confini del quartiere.